# Cemitério da Saudade (Piracicaba)
O Cemitério da Saudade de Piracicaba, antigamente nomeado Cemitério Público de Piracicaba, é um local de sepultamento católico, localizado na cidade de Piracicaba, no interior do Estado de São Paulo. Foi inaugurado em 2 de dezembro de 1872, sendo o terceiro cemitério a ser construído na cidade.
Com 145 mil metros quadrados, conta com aproximadamente 14 mil concessões perpétuas, 90 quadras, 1 avenida, 12 ruas, 11 travessas e abriga os restos mortais de 150 mil pessoas. São realizados aproximadamente mil sepultamentos por ano na referida necrópole.

## Histórico
Em 1801, tomado pela teoria miasmática, o príncipe regente de Portugal publicou uma ordem régia com a proibição dos enterramentos dentro das igrejas e a diretriz para a construção de cemitérios "extramuro ecclesiam”. Tal ordem régia foi instaurada no Brasil em 1825, com a publicação de uma portaria oficial, por Dom Pedro I.
Em Piracicaba, as discussões acerca da criação de um cemitério fora do espaço religioso só começa a ganhar forças em 1829, nas sessões da Câmara de Vereadores. Em 1836, durante as discussões para a escolha de um local apropriado para a construção do cemitério, é reportado o início de sepultamentos em um espaço no então Largo da Boa Vista (depois Praça Tibiriçá), que veio a ser o primeiro cemitério da cidade. O local surgiu da necessidade de um espaço para sepultamento de pobres, escravizados, condenados e suicidas. Nesse espaço, hoje, encontra-se o Colégio Estadual Moraes Barros. Concomitante a esse local de enterramentos, continuaram os sepultamentos nas igrejas e em seus entornos, principalmente para os mais abastados.

No ano de 1851, liderado pelo artista Miguel Arcanjo Benício D’Assunção Dutra, surge a Irmandade de Nossa Senhora da Boa Morte e, com ela, surge o cemitério de mesmo nome, que foi destinado a princípio ao sepultamento de religiosos e membros da irmandade. Esse cemitério funcionou até 1880 e ficava localizado ao lado da Igreja de Nossa Senhora da Boa Morte e Assunção.

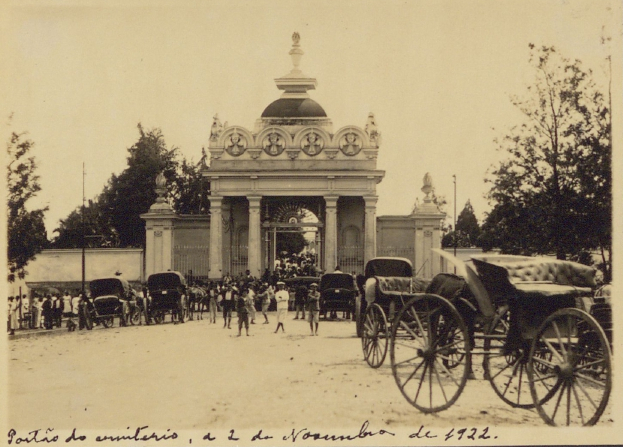
Foto de 02 de Novembro de 1922 do então Cemitério Público de Piracicaba

No ano de 1859, a Irmandade de São Benedito requisita junto à municipalidade um espaço para sepultar seus membros e é cedida uma porção de terra dentro do cemitério localizado no Largo da Boa Vista.

Em 1860, a grande presença de imigrantes alemães protestante na cidade gerou uma demanda para a construção de um espaço para receber os despojos dessa comunidade que não professava da fé católica. Através de solicitações, foi destinada uma área no bairro alto para construção de um cemitério para a comunidade protestante. Esse foi o embrião do Cemitério Público, que foi inaugurado em 2 de dezembro de 1872. O primeiro sepultamento no livro de registros é da escravizada Gertrudes, no entanto, sabem-se de sepultamentos do ano de 1871.

Portão de 1871 - Primeira entrada do cemitério público. Confeccionado por Joaquim Lordello.

O portão de ferro localizado na Avenida Independência foi a primeira entrada da referida necrópole, foi construído em 1871 e tem a autoria de Joaquim Lordello. Em 1906, o cemitério passou por grande reforma; período em que foi construído o atual  portal monumental, do arquiteto Serafino Corso e do construtor Carlos Zanotta. O portal foi tombado pelo decreto n° 10.019 de 2002, do Codepac (Conselho de Defesa do Patrimônio Cultura). O portão que adorna tal construção é de origem alemã e os querubins que adornam o monumento tem cada um uma feição distinta.
Em 1941, a pedido do prefeito José Vizioli, o artista Joca Adâmoli pintou a inscrição "Omnes Similes Sumus" (Somos Todos Iguais, em latim) na parte superior da entrada do cemitério.
Em 12 de junho de 1953, através da Lei n° 362, o Cemitério Público ganhou o nome de Cemitério da Saudade.

## Bens tombados
- Mausoléu de Almeida Júnior
- Mausoléu de Prudente de Morais
- Portal do Cemitério da Saudade

## Personalidades sepultadas
- Prudente de Morais, advogado e político, 3º presidente do Brasil.
- Zé do Prato, locutor de rodeios.
- Roberto Azevêdo, ator e comediante.
- Almeida Júnior, pintor e desenhista brasileiro.
- Manuel de Moraes Barros, advogado, político.
- Francisco José da Conceição, Barão da Serra negra.
- Luciano Guidotti, político brasileiro.
- Paulo de Morais Barros, médico, agricultor e político brasileiro.
- Fortunato Losso Netto, jornalista brasileiro.
- Thales de Andrade, criador do gênero infanto-juvenil da literatura brasileira.
- João Chiarini, um dos mais importantes folcloristas brasileiros.